# Laurent Mercier
 (septembre 2023).
Laurent Mercier est un couturier et styliste d'origine suisse. Il a réalisé plusieurs collections sous son propre label, Laurent Mercier Deluxe et a aussi travaillé pour Jean Paul Gaultier, Morgan, Balmain et d'autres. Laurent Mercier a habillé plusieurs stars au cours de sa carrière, comme Lenny Kravitz, ainsi que différents acteurs.

## Biographie
Laurent Mercier naît à Éclépens, petite bourgade à quelques kilomètres de Lausanne, en Suisse romande. Depuis tout petit, il se passionne pour la confection d'habits de poupées, le dessin et montre un esprit créatif et inventif.
Après sa scolarité, il commence un apprentissage de couturier et fait un stage dans la maison Di Marino à Lausanne où il deviendra apprenti. En 1986, il obtient son CFC de couturier (certificat fédéral de capacité) et part à Paris suivre une formation en création et style du vêtement au Studio Berçot.
À partir de 1989 jusqu'en 1991, Laurent Mercier travaille en tant qu'assistant créateur au studio Jean Paul Gaultier SA. Il travaille sur les lignes Jean-Paul Gaultier France et Japon ainsi que Junior Gaultier[source secondaire souhaitée]. Il s'engage ensuite pour Escada Group (Munich) et conçoit les lignes pour Natalie Acatrini (Paris) et Crisca (Munich) et devient le responsable du bureau d’étude et de développement de collections à Paris[source secondaire souhaitée].
Depuis 1991, Laurent Mercier s'adonne à la création de costumes pour des évènements musicaux, cinématographiques, des vidéo clips, des publicités et différentes scènes. En 1999, il crée son premier défilé, sous le label Laurent Mercier Deluxe à l'espace Drouot-Montaigne/Carole de Bona, dans le 8e arrondissement, à Paris.[source secondaire souhaitée] Quelques mois plus tard, en mars 2000, il sort une collection prêt-à-porter en vente dans différents points de vente. Madonna, Carine Roitfeld et Mario Testino remarquent son travail[réf. nécessaire], ce qui le lance dans le milieu de la mode.
La saison suivante, il lance un nouveau défilé Laurent Mercier Deluxe et est invité à le présenter en première partie de la collection de Koji Tatsuno, à la salle Soufflot au Louvre[source secondaire souhaitée]. Peu après, au mois de mars 2001, il crée une collection automne/hiver 2001-2002.
À la même période, Morgan lui confie le statut de Directeur artistique et créateur collection de presse, pour qui il doit produira plusieurs collections[source secondaire souhaitée]. Quelques mois plus tard, Laurent Mercier est le lauréat du concours de l’ANDAM (Association nationale pour le développement des arts de la mode), du prix spécial LVMH et du prix spécial Yves Saint Laurent Haute Couture qui lui offrent une somme de 45 000 € pour une collection future. Il est le premier lauréat à gagner plusieurs prix, l'ANDAM ayant décidé qu'un seul prix ne représentait pas une somme suffisante à l'élaboration d'un défilé. Il présente au Louvre en octobre 2001 une collection toute blanche, qui juste après le traumatisme du 9.11 sera accueillie favorablement par le milieu de la mode et de la presse comme un message de paix[source secondaire souhaitée]. Malheureusement, dans les mois qui suivent, les boutiques du monde entier sont désertées à 70 % après le choc de l'attaque des États-Unis et les commandes ne suivent pas, ne permettant pas à Laurent Mercier d'envisager un autre défilé en mars suivant. Il sera contacté à ce moment-là par le Pdg de la maison Pierre Balmain.
À partir de mars 2002, il devient directeur artistique de la maison Balmain. Il imaginera plus de cinq défilés durant les deux ans passés au sein de l'entreprise parisienne, il dessinera la dernière collection haute couture de la maison[source secondaire souhaitée] après le départ d'Oscar de la Renta. Fin 2003 Laurent Mercier quitte la maison Balmain, celle-ci connaissant de graves soucis financiers.
En juillet 2004, en janvier 2005 et juillet 2005, Laurent Mercier lance cette fois des collections « Couture » sous le nom de Laurent Mercier et présente en qualité de « membre invité » du calendrier officiel, parrainé par Jean Paul Gaultier.
Dès lors, il fera différents partenariats avec des écoles comme la Haute école des arts appliqués de Genève, la Bunka fashion institute de Tokyo ou la Paris College of Art[source secondaire souhaitée].
Au cours de sa carrière, de multiples missions lui ont été assignées comme par exemple la création des costumes des films Une chance sur deux de Patrice Leconte et Le Défi de Blanca Li. Il a aussi réalisé les costumes pour la plupart des  spectacles de danse de cette dernière. De plus, il a habillé différents artistes comme Lenny Kravitz, Nina Hagen, Shazz, Indochine, Sylvie Vartan, Rachel des Bois et bien d'autres[source secondaire souhaitée]. Il continue de répondre aux missions créatives qui lui sont proposées (création de costumes pour des opéras-Gianni Schicchi de Puccini au Mariinski de st Petersbourg mise en scène d'Alexander Zeldin-, etc.) et seconde Thierry Mugler dans la réalisation des costumes de scène de la tournée 2009 de Beyoncé.